# Virgil Gheorghiu
Virgil Gheorghiu (n. 22 martie 1903, Roman - d. 7 martie 1977, București) a fost un poet român, pianist și critic muzical.

## Biografia
Virgil Gheorghiu s-a născut la 22 martie în Roman. După studii muzicale la Conservatorul din București (1928-1930), își continuă studiul la Viena și la Schola Cantorum din Paris. Debutează în literatură în 1925 cu volumul de poezii Cântările răsăritului, prefațat de Demostene Botez. Între 1926 și 1928 ia parte la mișcarea de avangardă din Iași și - împreună cu Aurel Zaremba și Liviu Deleanu - editează revistele suprarealiste Prospect.
Paralel cu cariera de muzicolog se desfășoară și cea de pianist, mai întâi în trioul Boniș (1932-1939) și, după război, la Filarmonica din București. Compune muzică vocal-simfonică și de cameră și este foarte activ ca și cronicar muzical.

## Opera literară
Cariera sa, împărțită între muzică și poezie, se intersectează cu avangarda în perioada aderării la gruparea din jurul revistei unu, din care este însă exclus pentru că publica și în alte reviste, ca Bilete de papagal (editată de Tudor Arghezi), Adevărul, Cuvântul liber. Volumele publicate după 1930 - Febre (1933), Marea vânătoare (1935), Tărâmul celălalt (1938), Pădurea adormită (1941) - nu se înscriu, propriu-zis, pe coordonatele avangardei. Ele combină, în diferite proporții, modernismul tinzând către rigoare formală și un suprarealism particularizat prin accente expresioniste, în direcția cultivării grotescului și a violenței imagistice. Este foarte probabil să fi publicat, în anul 1946, la Editura de Stat din București, lucrarea "Inițiere muzicală" . Cele 138 de pagini cuprind nu numai o introducere extrem de savantă în știința și arta muzicii, ci și exemplificări concrete. Lucrarea este o capodoperă de sinteză și erudiție. A scris și literatură SF, cum ar fi lucrarea Acul de cravată (CPSF #285, 1966).